# Дружненська сільська рада (Калинівський район)
| Дружненська сільська рада — орган місцевого самоврядування у Калинівському районі Вінницької області з адміністративним центром у с. Дружне. Сільській раді підпорядковані населені пункти: - с. Дружне |

## Склад ради
Рада складається з 14 депутатів та голови.

## Керівний склад сільської ради
| ПІБ                         | Основні відомості                                                                           | Дата обрання | Дата звільнення |
| --------------------------- | ------------------------------------------------------------------------------------------- | ------------ | --------------- |
| Малогулко Наталія Борисівна | Сільський голова, 1968 року народження, освіта, Всеукраїнське об'єднання «Батьківщина»      | 26.03.2006   | 31.10.2010      |
| Малогулко Наталія Борисівна | Сільський голова, 1968 року народження, освіта вища, Всеукраїнське об'єднання «Батьківщина» | 31.10.2010   |                 |

Примітка: таблиця складена за даними джерела